# Bankcoop
Bankcoop a fost o bancă din România.
Înființată în 1990, pe scheletul fostului Centrocoop, Banca de Credit Cooperatist „Bankcoop” a fost a doua „gaură neagră” (după Bancorex) care a secătuit sistemul financiar postdecembrist din România.
În anul 1999, Bankcoop avea 200 de filiale și sucursale și aproximativ 600.000 de depunători.
La data de 8 februarie 2000, Bankcoop a intrat în faliment.
Deponenții și-au ridicat banii prin BRD-Societe Generale, plafonul de garantare fiind la acel moment de 54,7 milioane de lei vechi.

## Controverse
Declinul Bankcoop a început în 1996, sub conducerea lui Alexandru Dinulescu.
Falimentul Bankcoop a adus un prejudiciu estimat la peste un miliard și jumătate de dolari.
Dinulescu a fost arestat la 19 februarie 1997, dar trei luni mai târziu a fost eliberat sub control judiciar, după care a fugit din țară.
Ancheta a continuat în lipsa lui și, la finalul acesteia, el a fost trimis în judecată pentru o banală luare de mită.
La capătul procesului, judecat în lipsa inculpatului, Dinulescu a fost condamnat la zece ani de închisoare.
Refugiat în Statele Unite ale Americii, a fost arestat de autoritățile americane și trimis în țară în anul 2003.
Dinulescu a fost găsit în SUA datorită eforturilor publicației Jurnalul Național.
Acționarul majoritar George Constantin Păunescu a fost urmărit penal pentru modul în care a obținut 31,33% acțiuni din capitalul social al „Bankcoop”.
La data de 1 septembrie 1995, Păunescu a plătit o sumă de 10 milioane de dolari pentru a cumpăra acțiunile respective, dar suma era obținută din credite interne, ceea ce era ilegal.
În octombrie 1999, ziarul Evenimentul zilei a dezvăluit că ministrul apărării Victor Babiuc făcea parte de un an din consiliul de administrație al Bankcoop, iar ca urmare, după câteva zile acesta și-a dat demisia din conducerea băncii.
La acel moment ocuparea unei asemenea funcții de către o persoană din Guvern nu era ilegală, dar era totuși interzisă prin Constituție.